# Хуттены
фон Хуттены, Хуттены — старинная франконская дворянская семья. Название, вероятно, восходит к одноименной деревне в районе Шлюхтерна, которое происходит от древневерхненемецкого слова huota/huot — выпас крупного рогатого скота или пастбище (huotwad).

## История
Сеньоры Хуттен вместе с сеньорами Тюнген были одними из самых важных дворянских семей в северном Шпессарте. Первое свидетельство датируется 1274 годом, когда братья Эркенберт, Герман и Иоганн де Хутен упоминаются в документе монастыря Шлюхтерн в качестве свидетелей. Происхождение от министериалов Фульды не имеет подтверждения.
Известными представителями семейства являются гуманист Ульрих фон Гуттен, а также несколько епископов и кардинал.

## Побочные ветви

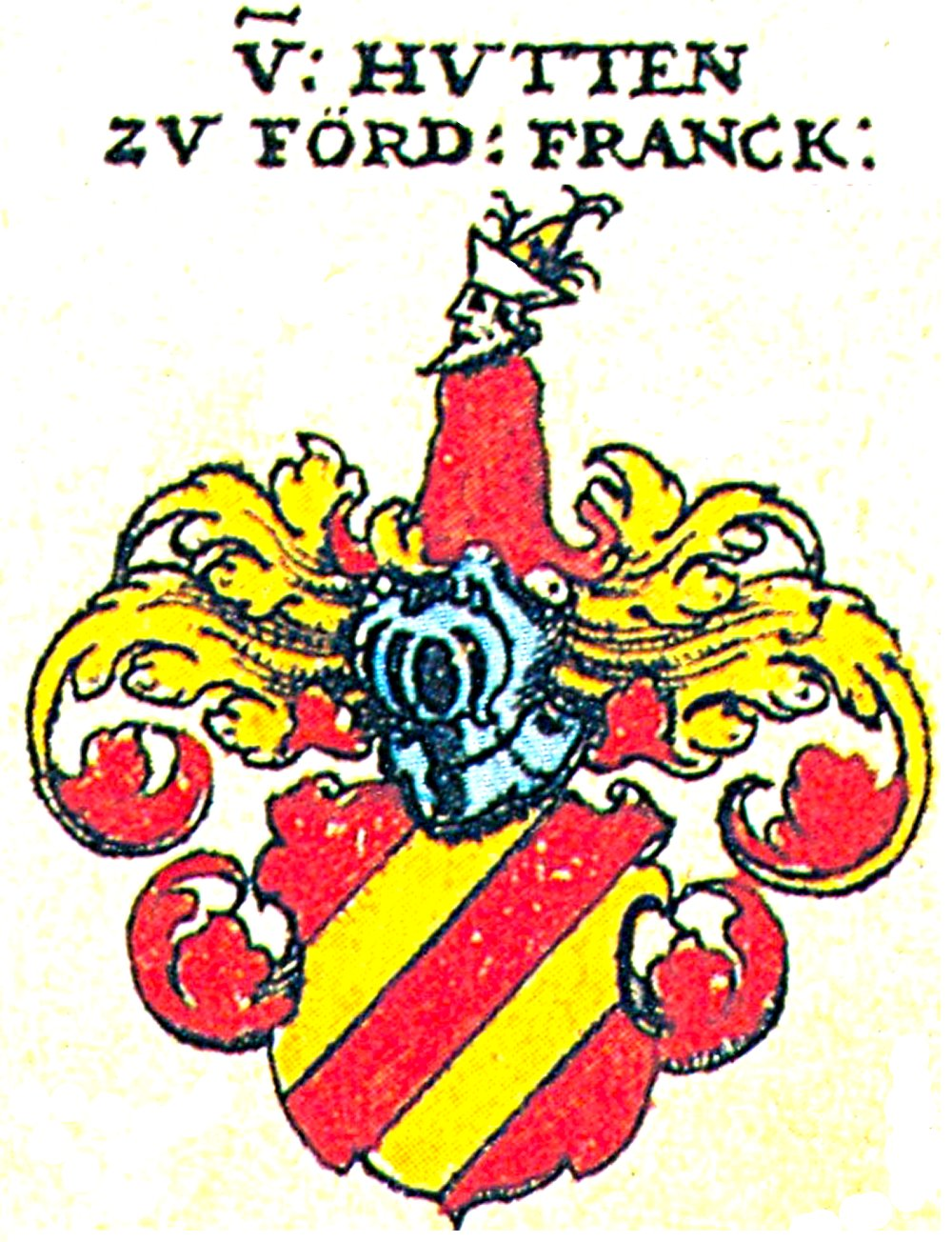
Герб Хуттен-Франкен.

Начиная с XIV в., основная ветвь разделилась на четыре линии, каждая из которых имела свои ответвления. В качестве дополнительного атрибута побочные ветви использовали названия своих владений или замков. Отдельные ветви семьи существуют и по сей день.
- Хуттен-Франкен. Франконская линия более двух веков жила в Арнштайне, её представители были местными судебными приставами после того, как князь-епископ Вюрцбурга Альбрехт II фон Гогенлоэ заложил замок Арнштайн братьям Конраду и Фроуину. В 1489 г. епископ Рудольф II фон Шеренберг выкупил долг и получил обратно залог.

При внуках Конрада династия разделилась на ветви Обер- и Унтер. Оберхуттены покинули Арнштайн в первой половине XVI в. и образовали новые побочные ветви от Людвига в замке Франкенберг и Конрада в замке Биркенфельд. Как имперскоге рыцарство Хуттен-Франкен входили во Франконский рыцарский круг и принадлежали к рыцарским кантонам Баунах, Оденвальд, Рен-Верра и Штайгервальд.
- Хуттен-цу-Гронау. С 1300 по 1648 г. управляла одноимённым судебным округом Альтенгронау, чья власть распространялась на многочисленные соседние города. Упоминаемый в документе от 21 июня 1300 г. Людвиг фон Хуттен считается основателем этой побочной ветви.[4]

Предполагается, что Людвиг жил в «старом доме» — первом замковом комплексе в Альтенгронау, который должен был находиться в лесу во Фрауэнберге. Из четырёъ построенных Хуттеном замковых комплекса в Альтенгронау до наших дней сохранились Хуттенбург и замок со рвом.
В 1648 г. владения сеньоров Хуттен-цу-Гронау, разрушенные во время Тридцатилетней войны, были проданы Филиппом Даниэлем фон Хуттеном ландграфине Гессен-Касселя Амалии при условии сохранении принадлежности к реестру имперского рыцарства. Основная линия угасла со смертью Иоганна Гартмана 17 января 1704 г. в Саннерце.

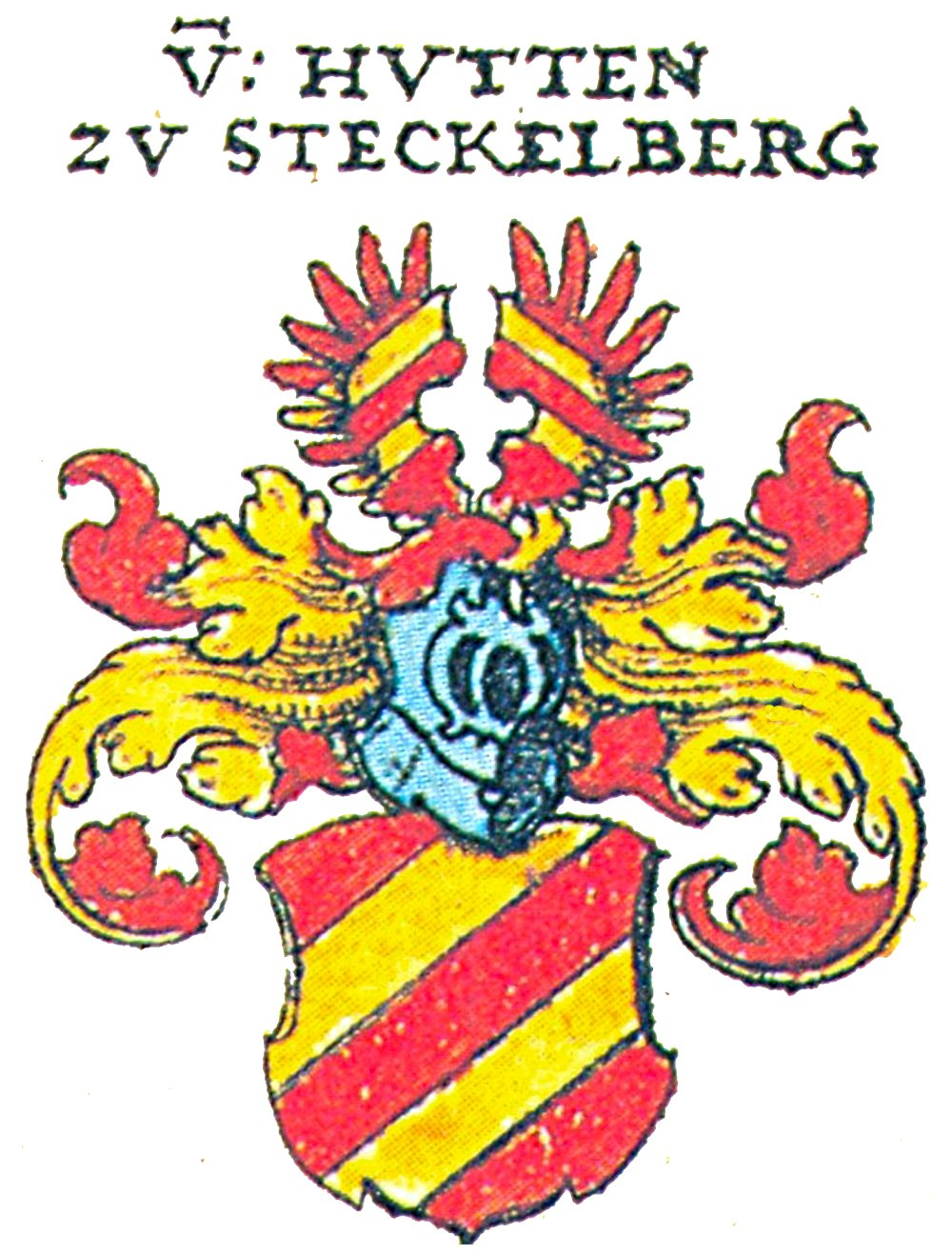
Герб Хуттен-Штекельберг.

- Хуттен-Штекельберг. Имели владения в окрестностях Рамхольца и Фоллмерца, недалеко от города Шлюхтерн. Особого упоминания заслуживает стратегически важный замок Штекельберг на вершине холма, где в 1488 г. родился гуманист, поэт, церковный критик и публицист Ульрих фон Хуттен.
- Хуттен-Штольцерберг. Династия имела поместья, замки и дворцы вокруг Бад-Зоден-Зальмюнстер. Основателем считается Фридрих фон Хуттен, в конце XVI в. возникли побочные ветви Гуттен-Зальмюнстер, Гуттен-Зоден и Гуттен-Ромсталь-Штайнбах.[6]

Резиденциями семейства были замок Штольценберг (с 1299 по 1536 год, когда его в этом качестве сменил построенный Хуттеншлосс Бад-Зоден (принадлежал семье до 1819 года)), замок Хаузен в Бад-Зодене (1345—1540), Шлайфразхоф (до 1540 года)? а также перестроенный в 1725 году в стиле барокко замок Штайнбах в Лор-ам-Майне.
Династия Речи Посполитой Гуттен-Чапские возводила своё происхождение от Хуттенов, но этому нет чётких доказательств.

## Герб
На гербе фон Хуттен изображены две жёлтых косых полосы на красном фоне. Гребень отличается для разных линий. На гербах Иоанна Зибмахера изображены крылья или торс человека, одетого в красное. Фигура имеет бороду и красную остроконечную шляпу с серебряными манжетами, у которой сверху и по обеим сторонам расходятся три черных петушиных пера.
На гербах епископов герб Хуттенов в виде двух полос занимал два из четырёх полей.